# Buday Dénes
Buday Dénes (Budapest, 1890. október 8. – Budapest, 1963. október 19.) zeneszerző, színházigazgató, jelentős számú dal, operett és filmzene írója. Tevékenységének java része a hangosfilm első évtizedére esik. Német nyelvű műveinél szerzőként Dénes von Buday néven ismerik. Muzsikája jellemzően lírai, de nem szentimentális. Koessler tanítványaként zeneszerzést tanult a Zeneművészeti Főiskolán (kézirat) Szerzeményei között – más korabeli zeneszerzőktől eltérően – nem fordulnak elő átdolgozások; valamennyi szerzeménye eredeti. Ismert arról is, hogy igen sok költő verséhez írt melódiát (Szép Ernő, Ady Endre, Babay József, József Attila, Heltai Jenő, Juhász Gyula stb.).
Szerzői azonosítója: IPI 00004507619. Discogs azonosítója [a906287]

## Pályája
Teljes nevén Buday Dénes József Mihály. Apja dr. Buday József egyetemi magántanár, anyja Mihalovits Emilia. Első felesége Horváth Ida (házasságkötés: 1918. október 8.) korán meghalt. Második felesége Kovács Erzsébet (házasságkötés: 1927. április 30.).
A nyugalmas Budán született, nem a zajos Pesten. Ez a környezet meghatározta műveinek hangulatát is. Gyermekkorától kezdve zeneszerzői ambíciói voltak. Már tizennégy éves korában zenés darabot írt iskolája számára. Gyakran látogatta kabarék, zenés színházak műsorait. A középiskola elvégzése után azonnal a Zeneakadémián folytatta tanulmányait. Koessler Jánosnál tanult zeneszerzést. A zongora tanszak mellé a hegedűt is felvette, ott Mambriny Gyula volt a tanára.
Nagy Endre Modern színházában már rendszeresen előadták dalait; az elsők között Szép Ernő Törődj velem című megzenésített versét. 1911. április 3-án maga Medgyaszay Vilma adta elő. A Modern színpadi munka során megismerkedett és barátságot kötött Hetényi-Heidelberg Alberttel, Szirmai Alberttel, Zerkovitz Bélával, Nádor Mihállyal; Reinitz Bélával, az Ady-versek megzenésítőjével. Buday maga is zenét komponált Ady Endre, Somlyó Zoltán, Gábor Andor, Emőd Tamás, Szép Ernő, Heltai Jenő verseihez.
1916. július 21-én mutatták be első operettjét a Budai Színkörben(Színkör) Fogadjunk! címmel. Szerzőtársa Harmath Imre volt.
Színigazgató lett. Két ízben is vezette az Apolló kabarét (közben Bécsben dolgozott). A megzenésített versek sorozata növekedett: Juhász Gyula, Kosztolányi Dezső. Máig élő dalai: Juhász Gyula: Testamentum és József Attila: Mama.
Bécsi tevékenysége idején nyílt meg a Nagymező utca 17. alatt a Fővárosi kabaré Hetényi-Heidelberg és Harmath Imre vezetésével. Buday sorozatban küldte Bécsből a dalait Sólyom Janka (1902-1972), Vidor Ilonka és más előadók számára. Dalait a Kőváry Gyula által az Erzsébet körút 31. alatt alapított Bonbonniére kabaré is műsorára tűzte. Ekkor már humoristák is felhasználták melódiáit: Radó Sándor, Papp Jancsi, Donáth Aranka. De műsorára vette a Fasor kabaré is (az Aréna út 84. alatt) és az Andrássy út 25. alatt a Drechsler Kávéházban.
Öt évig Bécsben élt. Nemcsak dalokat írt, de tanulmányait is folytatta. Ott adták elő egyetlen operáját Loreley címen. Közben öt évig a Scala Verlag dramaturgjaként működött.
1924-ben hazatért. Ekkor már olyan költők is műsorára kerültek, mint Johann Wolfgang von Goethe, vagy Heinrich Heine, illetve a magyar Kemény Simon, Zilahy Lajos.
Új, izgalmas lehetőség volt számára a meginduló rádiózás. Barátaival hosszú időre felejthetetlenné váltak – élő adásban – a Hetényi-Buday-Sebő trió műsorai. Békeffi István, Sándor Jenő, Kóla József, Lajtai Lajos, Szántó Gyula, Saphír Gyula szerzeményeit adták elő. 1933. május elsején és tizedikén éjjel tíz órakor Budapest I. műsorán, és többször is egészen 1936-ig.
Irodalmi vonatkozásban pályafutásának csúcsának tekinthető a Bristol Bár, amelynek igazgatója lett, és olyan sztárokat foglalkoztatott, mint Sólyom Janka. Ezeket a műsorokat József Attila is meghallgatta; az előadásokra vonatkozó megbeszéléseket hármasban a művésznő Klotild utcai lakásán tartották.(Epizód)
Kristóf Károly írásából tudjuk, hogy József Attila nem ült a nézők közé, hanem a függöny mögül hallgatta a Mama megzenésített változatát.

## A film korszaka
Az oktató mama oktatása címmel nagyobb összeállítást is készítettek József Attila műveiből. Sajnos, ezek a szegénységről és egyéb társadalmi problémákról szóltak. Emiatt Sólyom Jankát be is idézték kihallgatásra a rendőrkapitányságra.
A harmincas években születtek operettjei. 1936. június 16-án a Budai Színkörben mutatták be a „Csárdás” című operettjét Honthy Hannával. A szöveget Szilágyi László írta. A darab óriási siker lett, dalbetéteit még mostanában is játsszák.
A Fővárosi Operettszínházban megjelenni óriási megtiszteltetés. Ott adták elő a Három huszárt, a Fityfirittyet (ki más, mint Honthy Hanna), a Csodatükröt és 1943. április 14-én az Egy boldog pesti nyár című operettet.(Operettek)
A filmvásznon megjelent első sikere az "Im Sonnenschein" volt, amelyet 1936. június 17-én mutattak be Berlinben. 1936-tól kezdve 34 magyar film zenéjét komponálta meg, többek között a Kalotaszegi Madonna című film zenéjét.
A háború előtt és alatta részt vett olyan filmek munkálataiban, amelyek a hazafias érzelmekre alapozva a háborúban való részvételre buzdítottak, pl. a Magyar feltámadás, amely Horthy Miklós azt üzente(Magyar feltámadás) címen is ismert volt. Emiatt később mellőzték, 1949-től csaknem haláláig.
1945 után a Mensa Britannicában zongorázott. 1946-ban Vaszary Gábor Meztelen lány című zenés darabjához forgatókönyvéhez megírta a kísérőzenét, Szolovjev Csendháborítójához, majd Babay József Három szegény szabólegény című darabjához.
Mellőzésének éveiben a Rádiónál is dolgozott, és szórakozóhelyeken zongorázott. Művei életének utolsó három évében szólalhattak meg újra.

## Zenés színpadi művei

### Operettjei
- Buday Dénes: Fogadjunk (1916) Budai Színkör
- Buday Dénes - Szilágyi László: A kék postakocsi
- Buday Dénes: Ki a Tisza vizét issza
- Buday Dénes: Erdélyi diákok
- Buday Dénes - Kellér Dezső - Harmath Imre: Sonja
- Buday Dénes: Diákszerelem
- Buday Dénes - Kellér Dezső: Csárdás
- Buday Dénes: Farsangi esküvő
- Buday Dénes: Egy boldog pesti nyár (társszerzőkkel)
- Buday Dénes - Kellér Dezső - Harmath Imre: A csodahajó

### Opera
- Loreley (1919) - Bécs

### Zenés játékai
- Buday Dénes - Babay József: Csodatükör. R.: Németh Antal. Nemzeti Színház. 1937. VI.
- Buday Dénes - Vaszary Gábor: A meztelen lány - vígjáték, r.: Kovács István, 2004. december 6. - A Turay Ida Színházban bemutatták
- Buday Dénes: Három huszár
- Buday Dénes - Zsoldos Andor: Császárné! - 1 felv. Zenés játék - 1924. okt. 1. - Sziget Színpad
- Buday Dénes - Harsányi Zsolt: Csengődi harangok - 1 felv. Zenés játék, 1924. okt. 1. - Apolló Cabaret
- Buday Dénes - Erdődy Elek: Pipafüst - zenés jelenet (1924) - Apolló Cabaret
- Buday Dénes - Kőváry Gyula: A paradicsommadár - zenés bohózat (1918) - Apolló Cabaret
- Buday Dénes - Harmath Imre: Menüett (1917) - zenés "idill" (jelenet) - Apolló Cabaret
- Buday Dénes - Harmath Imre: Adó óda, vagy Pária-ária (1916) - énekes tréfa - Apolló Cabaret
- Buday Dénes - Harmath Imre: Fohász Vozáryhoz (1916) - énekes tréfa - Apolló Cabaret
- Buday Dénes - Harsányi Zsolt: Teca meg akar halni (1916) - ún. kisoperett - Apolló Cabaret
- Buday Dénes - Kőváry Gyula: Öt év után (1919) - operett - Muskátli Kabaré
- Buday Dénes - Harmath Imre: A haláltánc (1923) - daljáték - Pesti Kabaré, r.: dr. Erdélyi Géza

## Dalai
Legismertebb dala: a Rózsalevél, a Kalotaszegi Madonna című filmben hangzik el. Szövegírója egy erdélyi török származású muzsikus: Széfeddin Sefket bej Szefket, előadója Sárdy János .

### Megzenésített költemények
- Ady Endre: Az értől az óceánig
- Ady Endre: Egyedül a tengerrel
- Louis Aragon: Marselles-i lányok
- Erich Kästner: Egy anya töprengése
- Harsányi Zsolt: A legyező
- Harsányi Zsolt: Doktor Róna
- Harsányi Zsolt: Dénes úr fázik
- Heinrich Heine: Szeretlek, Ágnes (Vallomás) (fordította: Endrődi Sándor, előadó: Sárdy János)
- Heltai Jenő: Az ősz
- Heltai Jenő: 3-tól 6-ig
- Heltai Jenő: Dalciklus
- Heltai Jenő: A hadseregszállítóné
- Heltai Jenő: A népfölkelő
- Heltai Jenő: Regény
- Heltai Jenő: Apám
- Heltai Jenő: Csillagok
- Ignotus: Szerelem bizalmasan
- Jászai Horváth Elemér: Tavaszi temetés
- József Attila: Mama
- József Attlia: Tiszta szívvel (OPAC)
- Juhász Gyula: Testamentum (Testamentom) (előadó: Psota Irén)
- Juhász Gyula: Búcsú (kézirat)
- Juhász Gyula: Azt álmodtam (kézirat)
- Karinthy Frigyes: A fekete kocsi
- Kemény Simon: Mid legyek
- Kemény Simon: A nevelő lány
- Kemény Simon: Dal a katonáról
- Kőváry Gyula: A hadiszakács
- Lothar dr.: Az udvari bolond
- Márai Sándor: Verseskönyv (OPAC)
- Sólyom Janka: Őszintén mindent megmondott...
- Szentmiklósi József: A fronton
- Szécsén Mihály: Ezzel a kis dallal üzenem
- Szép Ernő: A hinta (előadó: Rácz Vali)
- Szép Ernő: Add a kezed
- Szép Ernő: Törődj velem (1911 április 3, Medgyaszay Vilma)
- Szép Ernő: Pitypang
- Turgenyev - Kristóf Károly: Katja

### Önálló dalok
- Babay József: Várlak, ezerszer újra visszavárlak
- Babay József: Hej, fellegek, fellegek (előadó: Sárdy János)
- Babay József: Leánypiac (1939)
- Babay József: Jó a rosszat elfeledni (előadó: Karády Katalin)
- Babay József: Szív nem tudja
- Babay József: Szomjas a szám (Szomjas)
- Babay József: Várlak (előadó: Karády Katalin)
- Balassa Emil: Szibériában (1918)
- Balassa Emil: Azt akarnám... (1918)
- Balassa Emil: Mindegy, mindegy (Mindegy)
- Bedő István: Az érem két oldala (1961)
- Békeffi Lászkó: Az óriás nő (1917)
- Békeffi Lászkó: Baj van a földdel (1919)
- ifj. Békeffy István: Akár nyár van, akár tél (előadó: Kalmár Pál)
- Békeffi István: Végrendelet (1923)
- Békeffi István: Amerika (1933)
- Boross Elemér: Soha úgy...
- Boross Elemér: Egy színésznő kívánsága (1923)
- Bradányi Iván: Megkésett vendég
- Csöndes Géza: A probiermamzelle (1919)
- Csöndes Géza: Óh, Donna (1919)
- C. Kovács Ilona: Mit tudjátok ti
- Egyed Zoltán: A régi és az új (előadó: Rácz Vali)
- Egyed Zoltán: Ódon ballada (1917)
- Egyed Zoltán: A Marseilles-i lányok (1925)
- Emőd Tamás: Szentpétervár és Moszkva között van egy út (1916)
- Emőd Tamás: Hej, Bem apó! (1916)
- Emőd Tamás: A gárda trombitása (1916)
- Emőd Tamás: Siratja Víg Erzsébet (1917)
- Emőd Tamás: Szegény gavallér (1917)
- Emőd Tamás: Infaterist János (1917)
- Emőd Tamás: Négyszemközt (1917)
- Emőd Tamás: Két ferencvárosi baka (1917)
- Emőd Tamás: Máli néni (1917)
- Emőd Tamás: Asszonyszív (1918)
- Emőd Tamás: El akarják venni (1919)
- Emőd Tamás: Legyen úgy! (1919)
- Emőd Tamás: Jaj, szüle, jaj!
- Emőd Tamás: Rózsafa kertecske
- Emőd Tamás: A királyi dobos
- Emőd Tamás: A meztelen királynő
- Emőd Tamás: A trén
- Emőd Tamás: A gonosz Rebeka
- Emőd Tamás: Evolúció
- Endrődy Sándor: Gyászinduló jazzbandra (1930)
- Erdődy Elek: Egy asszony vallomása (1925)
- Erdődy Elek: Ember vagy
- Erdődy Elek: Feltámadunk (1923)
- Erdődy Elek: Krisantém (1923)
- Erdődy Elek: Az apacsnő (1923)
- Erdődy Elek: Az örök asszony (1924)
- Erdélyi János: Ne menj el (1925)
- Farkas Imre: Mámor után (Mámor után)
- Füredi Imre: Minden kislány tizenhaton túl
- Füredi Imre: Orgonavirág (előadó: Weygand Tibor)
- Füredi Imre: Rámás csizmám térdig sáros (előadó: Kazal László)
- Gábor Andor: A Feldék színháza
- Gábor Andor: Pesti asszony sóhaja (1916)
- Gábor Andor: Szép bankár dala (1917)
- Gábor Andor: Központosított összpont, avagy összpontosított központ (1917)
- Gábor Andor: Pici dal, valami nagyon piciről (1917)
- Gábor Andor: Jaj, az idegeim! (1916)
- Göndör Ferenc: Áldott forradalom (1919)
- Győri Illés István: Mi szegény urak, ti gazdag parasztok (1918)
- Halász Ernő: Egy szegény asszony kesergője (1920)
- Halász Ernő: Az én tragédiám (1920)
- Halász Rudolf-Kellér Dezső: Szép hely, jó hely Teherán
- Harmath Imre: Banán (1923)
- Harmath Imre – Ányos Laci – Grósz Alfréd: Sárga rigó, sárga csikó
- Harmath Imre: Beszél a Duna (1926)
- Harmath Imre: Nem tagadom! (1926)
- Harmath Imre: Juhászkutyák
- Harmath Imre: Apacsleány
- Harmath Imre: Isten veled, lógás! (1919)
- Harmath Imre: Marica (1924)
- Harmath Imre: Két öreg anyó (1924)
- Harmath Imre: Siralomházban (1923)
- Harmath Imre: Szeretnék egyszer... (1924)
- Harmath Imre: Vágyak (1920)
- Harmath Imre: Férjem egy alvó magyar (1919)
- Harmath Imre: A bölcső (1916)
- Harmath Imre: Elmentek a huszárok! (1916)
- Harmath Imre: Volt egyszer egy farsang (1916)
- Harmath Imre: Yvonne (1916)
- Harmath Imre: Szibériában (1916)
- Harmath Imre: Jaj, cicám... (1916)
- Harmath Imre: Jaj, a cigaretta (1916)
- Harmath Imre: Sötét történet (1916)
- Harmath Imre: Mit főzzek? (1916)
- Harmath Imre: Ki az úr a házban? (1916)
- Harmath Imre: Ellenzéki és kormánypárti (1916)
- Harmath Imre: Foglyok a körúton (1916) (Foglyok)
- Harmath Imre: Én és a szappanpótló (1916)
- Harmath Imre: Görög riadó (1916)
- Harmath Imre: Roppant érdekes história (1916)
- Harmath Imre: Már a szívünk csupa óhaj (1916)
- Harmath Imre: Közelg a tél (1916)
- Harmath Imre: Tessék inast venni! (1916):
- Harmath Imre: Sörborzalom (1916)
- Harmath Imre: Várok egy napra (1916)
- Harmath Imre: Zeppelin-polka (1916)
- Harmath Imre: Üzenet a községi élelmiszerüzemnek (1916)
- Harmath Imre: Álmodj szépet (1916)
- Harmath Imre: Kávé, kávé hova lettél? (1916)
- Harmath Imre: Egy kis tévedés (1916)
- Harmath Imre: Szeretnék egyszer nagyon boldog lenni (Foglyok) 1916
- Harmath Imre: Ha nem lett volna (1916)
- Harmath Imre: Spóroljunk (1919)
- Harmath Imre: Spórolok (1917)
- Harmath Imre: A Nyugatitól a Boráros térig (1917)
- Harmath Imre: A fiam Nick Cartert olvas (1917)
- Harmath Imre: A négy baka (1917)
- Harmath Imre: Lírai dal (1917)
- Harmath Imre: Érdekes (1917)
- Harmath Imre: Furulyaszó (1917)
- Harmath Imre: Kacagj, Bajazzo (1916)
- Harmath Imre: Maximált ária (1918)
- Harmath Imre: Új rend a villamosokon (1918)
- Harmath Imre: Nem, nem soha... (1919)
- Harmath Imre: Sötét a Volga (előadó: Szedő Miklós)
- Harmath Imre: Egyesített villamosvasutak (1919)
- Harmath Imre: Az élet omnibuszán (1919)
- Harmath Imre: Igényeltem egy ruhát (1919)
- Harmath Imre: Régi valcer (1919)
- Harmath Imre: Leszerelek (1919)
- Harmath Imre: Haragszik a tenger (1919)
- Harmath Imre: Dal a csillagokhoz (1919)
- Harmath Imre: Legenda (1919)
- Harmath Imre: Törvény előtt (1919)
- Harmath Imre: Egy régi térkép (1919)
- Harmath Imre: Az autó és a fiakker (1920)
- Harmath Imre: Rossz leány dala (1920)
- Harmath Imre: Müzett (1920)
- Harmath Imre: Mily mesés a Niagara vízesés (előadó: Sebő Miklós)
- Harmath Imre: Bem apó (1920)
- Harmath Imre: Minden hiába!... (1920)
- Harmath Imre: Süllyed a hajó! (1920)
- Harmath Imre: Mit bánom én... (1919)
- Harmath Imre: Erdő mellett nem jó lakni
- Harmath Imre: The best shoe wix of the world (1923)
- Harmath Imre: Lehet, urak, lehet! (1923)
- Harmath Imre: Gyufa, tessék (1923)
- Harmath Imre: Kancsi-Jancsi (1923)
- Harmath Imre: Elssler Fanny (1923)
- Harmath Imre: Pesti körkép (1923)
- Harmath Imre: Rossz fiú dala (1923)
- Harmath Imre: Török história (1923)
- Harmath Imre: Haragszik az ember (1923)
- Harmath Imre: De azért szeretett (1927)
- Harmath Imre: Éjjeli munka (1927) - szcenírozott kép
- Harmath Imre: Temetőbe kéne nekem sírvirágnak lenni (Lexikon)
- Harmath Imre: Néha úgy felsír a szívem (posztumusz előadás: Pere János)
- Hervay Ferenc: Nagy bajok vannak a ruhámmal (1919)
- Hervay Ferenc: A mosoly (1918)
- Hervay Ferenc: A moziőrült (1920)
- Hervay Ferenc: Emlékszem (1924)
- Horváth Ákos: Akarom (1919)
- Horváth Ákos: Török katonák (1916)
- Horváth Ákos: Levél (1916)
- Horváth Ákos: Régi idők szerenádja (1916)
- Horváth Ákos: A forradalom (1917)
- Horváth Ákos: Tűzimádás (1917)(Tűzimádás)
- Horváth Ákos: A délibáb meséje (1917)
- Illniccky László: Az én szívem
- Innocent E: Az utca (1925)
- Innocent E: Az árnyék (1925)
- Innocent E: Mozi (1925)
- Innocent E: Na, és aztán...? (1925)
- Innocent E: A bánya (1925)
- Innocent E: Tükör (1925)
- Innocent E: Ringlispíl (1924)
- Kalmár Tibor: Nótás bolondok (1919)
- Kardos Andor: Hogy szereztem (1919)
- Kelemen B.: Sanzon (1919)
- Korányi Miklós: Ha úgy akarja majd a végzet
- Kovács Kálmán: Rózsák (1927)
- Lengyel István: A bot (1920)
- Lengyel István: Akiket szerettem! (1920)
- Lengyel István: Majd fenn az égben (1921)
- Lovászy Károly: Az Abbáziában (1917)
- Lovászy Károly: Az ember (1916)
- Lovászy Károly: A részeg föld (1916)
- Lovászy Károly: Hurrá, fiúk! (1916)
- Lovászy Károly: Ligeti padon (1923)
- Megyeri Sári: Villanyszámla
- Mihály István: Régi sétatér
- Mihály István: A táncok, a láncok... (1919)
- Mihály István: Oh, Ejbenschütz (1919)
- Mihály István: A táncok, a láncok... (1919)
- Mihály István: Nagyon furcsa történet (1919)
- Nádas Sándor: Én vagyok az utcasöprő mamuska (1916)
- Nádor József: Minek jöttél az utamba
- Nagy Károly: Az ifjúság hymnusa (1934)
- Pál János: Ősz (1920)
- Papp László: Szép legyen a szeretőm
- Sebő Miklós: Szó, ami csak a szívünkben él (előadó: Sebő Miklós)
- Sebő Miklós: Elhagyott a szerencse
- Somlyó Zoltán: Dal a szívről (Patria Ultravox)
- Somlyó Zoltán: Vegyetek, vegyetek (1925)
- Somlyó Zoltán: Ha tudnád, mennyire szeretlek
- Somlyó Zoltán: Hajnali imádság (OPAC)
- Somlyó Zoltán: Szívek (1924)
- Somlyó Zoltán: Halálig (1924)
- Somlyó Zoltán: Még meddig bírja Ön (1916)
- Somlyó Zoltán: Miért kellünk a férfiaknak? (1919)
- Somlyó Zoltán: A doberdói Mária (1916)
- Somlyó Zoltán: Ne játssz tovább
- Szentmiklósi József: A fronton (1918)
- Szécsén Mihály: Egy dalt keresek régen én (előadó: Szedő Miklós)
- Szécsén Mihály: Ezzel a kis dallal üzenem (előadó: Sebő Miklós)
- Szécsén Mihály: Holnap délután (előadó: Karády Katalin)
- Szécsén Mihály: Egy szál virág
- Szécsén Mihály: A nő
- Széfeddin Sefket bej A Kalotaszegi Madonna című filmben(Kalotaszegi):
- Rózsalevél (Sárdy János)
- Nyári felhők
- Napsütötte nagy mezőn
- Széll József: Tüzes ború Badacsony
- Szilágyi László: Kis kacsa fürdik
- Szilágyi László: Volt egyszer egy régi tavasz
- Szilágyi László: Vasárnap Soroksáron
- Tiszai Árpád: Az álmaimat nem veheted el (Durium Pátria, előadó: Karády Katalin)
- Tiszay A.: Pénz beszél (1933)
- Török Rezső: János bá'
- Török Rezső: A gyújtogató (1924)
- Török Rezső: Dal a zenélő óráról (1917)
- Török Rezső: Én is bizalmi voltam (1919)
- Török Rezső: Egyszer volt... (1919)
- Török Rezső: Koch, vagy Frandor? (1920)
- Vadnai László: Drágám, néha téved az ember (előadó: Kalmár Pál)
- Váraljai Gábor: Ma elhiszem (előadó: Kelly Anna)
- Váraljai Winkler Gyula: Nyári este elnézem
- Váraljai Gyula: Azt hittem eddig, hogy nincs boldogság
- Zágon István: Bábjáték (1924)
- Zilahy Lajos: A jóslat
- Zilahy Lajos: Egy krajcár (1917)
- Zilahy Lajos: Ne sírjatok, most sírni nem szabad (1919)
- Zilahy Lajos: Lámpafény (1919)
- Zilahy Lajos: Ki az? (1918)
- Zilahy Lajos: Jövőre majd (1918)
- Zilahy Lajos: Hiszen már úgysem szeretem (1917)
- Zerkovitz Béla: Vannak az életben furcsa dolgok (előadó: Kalmár Pál) (Vannak...)
- Impressions pour piano
- Tabán - (hangulat) zenés kompozíció - (1924)
- A két öreganyó
- Önállósítom magamat (1917)
- Ezentúl mán az leszek, ami akarok (1916)
- Most már nyugodtan várom a végét (1916)
- Legyen ötkor fenn

## Filmjei
| évszám                        | cím                                                                     | rendező                      | színész                     |
| ----------------------------- | ----------------------------------------------------------------------- | ---------------------------- | --------------------------- |
| 1936                          | Opernring(Opernring)                                                    | Carmine Gallone              | Jan Kiepura(Kiepura)        |
| 1936                          | Blumen aus Nizza (Fleurs de Nice)(Blumen)                               | Augusto Genina               |                             |
| 1937                          | Mámi                                                                    | Vásáry János                 | Fedák Sári                  |
| 1937                          | Premiere ("Das Buch der Liebe", "Ich hab' vielleicht noch nie geliebt") | Walter Summers, Bolváry Géza | Zarah Leander(Leander)      |
| 1938                          | Varjú a toronyórán                                                      | Rodriguez Endre              | Rajnai Gábor                |
| 1938                          | Tizenhárom kislány mosolyog az égre(Hiányzik)                           | Ráthonyi Ákos                | Ráday Imre                  |
| 1938                          | A 111-es()                                                              | Székely István               | Jávor Pál                   |
| 1938                          | Az ember néha téved                                                     | Gaál Béla                    |                             |
| 1939                          | Zwischen Strom und Steppe                                               | Bolváry Géza                 |                             |
| 1939                          | Tiszavirág(Hiányzik)                                                    | Bolváry Géza                 | Tolnay Klári                |
| 1939                          | Magyar feltámadás(Hiányzik)                                             | Cserpeghy Jenő, Kiss Ferenc  |                             |
| 1939                          | Áll a bál                                                               | Bánky Viktor                 | Szeleczky Zita              |
| 1940                          | Igen vagy nem?                                                          | Bánky Viktor                 | Muráti Lili                 |
| 1940                          | Hazafelé                                                                | Cserépy Arzén                | Fedák Sári                  |
| 1941                          | Végre!                                                                  | Farkas Zoltán                | Muráti Lili                 |
| 1941                          | Elkésett levél                                                          | Rodriguez Endre              | Szörényi Éva                |
| 1942                          | Férfihűség                                                              | Daróczy József               |                             |
| 1942                          | Üzenet a Volgapartról                                                   | Deésy Alfréd                 | Sárdy János                 |
| 1942                          | Egy szív megáll                                                         | Kalmár László                | Karády Katalin              |
| 1942                          | Szakítani nehéz dolog(Hiányzik)                                         | Martonffi Emil               | Rajnai Gábor                |
| 1942                          | Gyávaság                                                                | Nádasdy Kálmán               | Sennyei Vera                |
| 1943                          | Tilos a szerelem                                                        | Kalmár László                |                             |
| 1943                          | Miért?                                                                  | Daróczy József               | Muráti Lili                 |
| 1943                          | Kalotaszegi Madonna(Kalotaszegi)                                        | Rodriguez Endre              | Sárdy János                 |
| 1943                          | Szerelmi láz (Az egyik ember gazdag...)                                 | ifj. Lázár István            | Csortos Gyula, Dajka Margit |
| 1943                          | Zenélő malom (zenei rendező)                                            | ifj. Lázár István            | Szeleczky Zita              |
| 1943                          | Késő                                                                    | Daróczy József               | Jávor Pál                   |
| 1943                          | Pista tekintetes úr(Hiányzik)                                           | Daróczy József               | Jávor Pál                   |
| 1944                          | Zörgetnek az ablakon                                                    | Sipos László                 |                             |
| 1944                          | A hangod elkísér (karmesterként is látható)                             | Pacséry Ágoston              | Karády Katalin              |
| 1944                          | Nászinduló                                                              | Farkas Zoltán                | Szeleczky Zita              |
| 1948                          | Valahol Európában                                                       | Radványi Géza                |                             |
| 1956                          | Ünnepi vacsora                                                          | Révész György                |                             |
| utólagosan felhasznált zenéi: |                                                                         |                              |                             |
| 1999                          | A napfény íze ("Ezzel a kis dallal", "Minden kislány")                  | Szabó István                 |                             |
| 2003                          | Rosenstrasse ("Ich hab vielleicht noch nie geliebt")                    | Margarethe von Trotta        |                             |